# Психиатрическая власть
«Психиатрическая власть» (фр. Le Pouvoir psychiatrique) — курс лекций, прочитанный Мишелем Фуко в Коллеж де Франс в период с ноября 1973 по февраль 1974 года и опубликованный в 2003 году в издательстве «Gallimard» (издание подготовили Франсуа Эвальд и Алессандро Фонтана).
Этот курс лекций в какой-то мере является продолжением предыдущей книги Фуко о безумии и психиатрии — «Истории безумия в классическую эпоху»: Фуко продолжает анализ проблемы безумия с того момента, на котором он остановился в «Истории безумия», воспринимая эту книгу теперь как «бэкграунд» для своего нового исследования. Однако со времени публикации «Истории безумия в классическую эпоху» методология осуществляемого Фуко анализа общества и его прошлого изменилась. В «Истории безумия» Фуко анализировал эволюцию представлений о безумии, что позволяло вписать знание в культурный контекст и благодаря этому лишить знание претензии на внеконтекстуальную истинность; в «Психиатрической власти» же основным объектом анализа Фуко становится уже не система идей, а власть в тех её проявлениях, которые наиболее ускользают от нашего взгляда. Очень значимым для Фуко в этом цикле лекций является вопрос, как и в какой мере устройство власти может продуцировать дискурсы, не являются ли диспозитивы власти той точкой, в которой формируются дискурсивные практики. По мнению Фуко, изучить механизмы власти можно лишь благодаря анализу структур, в которых она проявляется; этим и обусловлен интерес Фуко к больницам, тюрьмам, школам.

## Содержание
В лекциях, вошедших в книгу «Психиатрическая власть» (как и в другом своём курсе лекций — «Ненормальные», тоже впоследствии опубликованном в виде отдельной книги), Фуко сосредоточивает своё внимание не на безумии как таковом; он пишет об устройстве лечебницы, обязанностях врачей-психиатров, юридической практике и др. и с помощью их анализа выявляет возможности, способности и проявления власти. Само понятие власти у Фуко имеет другое значение, чем обычно в него вкладывают в социальных науках: он десубъективирует власть; согласно Фуко, она не может принадлежать человеку, а должна рассматриваться как отношение. Исследователь творчества Фуко В. А. Подорога отмечает, что к основным свойствам власти, по мнению Фуко, относится трансверсальность: власть может «„пресекать“, „координировать“, или „внедряться“ в любые социальные структуры, иерархии, институты, повсюду вводя напряжение, конфликт, устанавливая разрыв или порождая сопротивление, умножая или, напротив, уменьшая число колеблющихся, неустойчивых сил».
В «Психиатрической власти» Фуко отказывается от ряда понятий, использовавшихся им в книге «История безумия в классическую эпоху». К таким понятиям относится, в частности, понятие насилия, которое подразумевает наличие прямого принуждения, нерегулярного и нерефлексивного осуществления власти и неспособно отразить то осуществление власти, что происходит в психиатрической лечебнице, расчётливое и тщательно продуманное — насилием его можно назвать лишь в крайне выраженных формах. К тому же понятие насилия связано лишь с сугубо негативными эффектами (исключения, притеснения, запрета) и игнорирует продуктивность психиатрической власти, создающей дискурсы, формирующей знание, доставляющей удовольствия и др. Кроме того, понятие насилия подразумевает дисбалансное соотношение сил, не позволяющее принуждаемому совершать что-либо помимо тех действий, к которым он принуждается, и не позволяет выявить сложность властных игр (например, проявляющуюся в «больших манёврах Сальпетриера, предпринятых истеричками против медицинской власти»).
В связи со сменой понятия насилия понятием власти (тема власти определилась в работах Фуко в 1960-е годы в рамках проблематики знания-власти) сменяется и парадигматическая фигура воинственной изнанки психиатрической власти: если у английских антипсихиатров (Д. Купера, Р. Лэйнга) это был «шизофреник», то у Фуко такой фигурой становится «истеричка», которая, согласно утверждению Фуко в «Психиатрической власти», заманила Ж.-М. Шарко, «носителя строжайшего медицинского знания <…>, в ловушку обмана», поставив под сомнение роль врача как носителя медицинской истины в больничном пространстве, поскольку он не смог обнаружить и разоблачить подделку.
Кроме того, Фуко в этом цикле лекций стремится не прибегать к понятию института: анализ диспозиций власти, анализ силовых отношений в рамках пронизывающих их тактических диспозиций теперь для Фуко важнее институциональных закономерностей и должен быть предпринят прежде анализа институтов. Вместо насилия Фуко применяет понятие микрофизики власти, вместо института — понятие тактики сталкивающихся друг с другом сил. Понятию института свойствен, по Фуко, ряд недостатков: при рассмотрении проблем психиатрии сквозь призму этого понятия приходится анализировать уже сформировавшиеся, готовые объекты (коллектив с его закономерностями, входящие в него индивиды и др.), между тем следует анализировать также процедуры формирования этих объектов на уровне диспозитивов власти и процессов индивидуализации, подразумеваемых этими диспозитивами. Помимо этого, сосредоточение на институциональном микрокосме может привести к пренебрежению стратегиями, с помощью которых он утверждается и в которых черпает свои эффекты, и «растворению в нём», по выражению Фуко, «всех психологических или социологических дискурсов».
В частности, если сравнивать «Психиатрическую власть» со сходной по проблематике работой Ирвинга Гофмана «Приюты», становится ясно, что Гофман рассматривает статичный образ «закрытого» пространства в психиатрических учреждениях (конкретизируемый, например, в таких материальных препятствиях, как двери с запорами, высокие стены и пр.), а Фуко вместо этого образа использует идею зоны столкновения, места поединка, институционального поля, где решается вопрос победы/подчинения; благодаря этому характерная для психиатрической больницы изоляция приобретает новое измерение. В результате обнаруживается, что эта замкнутая среда представляет собой место, активно отвоёвываемое у прежних форм опеки по причине исторических процессов, которые определяют безумца как остраняемого не столько по отношению к семье, сколько в пределах определённого технико-административного поля. Фуко по этому поводу отмечает, что «безумец, прежде бывший индивидом, способным подорвать права, владения, привилегии своей семьи, становится отныне <…> опасностью для общества». Также, в отличие от Гофмана, согласно которому для психиатра, в противоположность больному, характерно то, что он свободен, Фуко характеризует психиатра как того, кто вмешивается как посланник внешнего мира, обязанный насаждать в больнице социальные нормы. Психиатр — «это тот, кто призван придать реальному принудительную силу, с помощью которой оно сможет овладеть безумием, пронизать его насквозь и уничтожить как таковое».
В своём лекционном курсе Фуко ставит вопрос о том, каким образом определённая техника власти, связанная с социальными и политическими структурами, даёт возможность осуществить «рационализацию управления индивидом». Такого рода рассмотрение психиатрического диспозитива в контексте механизмов власти позволяет подвергнуть критике один из ключевых моментов в психиатрии, в котором берут начало её теоретические и практические завоевания: притязание психиатрии на специфичность (с этим притязанием связано наличие «специальных учреждений», «специализированных» врачей-алиенистов, «специального» законодательства и пр.).
Как утверждает Фуко, психиатрическая больница относится к числу учреждений, где возникает и развивается одна из самых тотальных форм власти — власть над телом, власть симпатическая. Вопреки традиционному мнению, что Филипп Пинель в конце XVIII века освободил душевнобольных в парижском заведении Бисетр, Фуко считает, что это стало только переходом к более изощрённым способам управления, переходом от властного отношения господства к властному отношению дисциплины. Он подробно описывает историю английского короля Георга III, сошедшего с ума, помещённого в камеру и изолированного от общества: с Георгом III обращались нормально лишь в случае, если он не проявлял симптомов умопомешательства, в случае же, если возникали симптомы буйства, короля скручивали слуги. Аналогичным образом обращался с пациентами и сам Пинель: тот, кто вёл себя в соответствии с требованиями врача, мог обладать относительной свободой, и с ним стремились обращаться гуманно; если же пациент проявлял симптомы буйства, его сильно ограничивали в свободе, порой даже связывали.
Фуко приводит случай с лечением Георга III как символ смены «власти-господства» «властью-дисциплиной», что по сути характерно для целой эпохи: «Власть-господство, — пишет Фуко в „Психиатрической власти“, — сменяется, так сказать, властью-дисциплиной, действие которой заключается вовсе не в утверждении власти отдельного человека, не в концентрации власти в зримом и имеющем имя индивиде, но, наоборот, в действии на него самого, на тело и личность». «Власть-дисциплина», как отмечает Фуко, «скромна, бесцветна», она «обретает видимость исключительно в смирении и покорности тех, на кого она безмолвно действует».
Власть дисциплины представляет собой тончайшую, «капиллярную» форму власти, действующую на тела́ и берущую под контроль все поступки, жесты, слова индивида, берущую под контроль распределение тел в пространстве лечебницы, их манеры поведения, их потребности, удовольствия; другими словами, это власть, отслеживающая «все проявления своеобразной микрофизики тела». В отличие от «власти-господства», дисциплинарная власть производит индивида: индивид не предшествует функции-субъекту, а наоборот, индивидами становятся в пространстве «власти-дисциплины», действие которой направлено на соматическую единичность. Согласно Фуко, в конце XVIII — начале XIX века новые экономические потребности влекут за собой распределение людей в соответствии с техниками, отличающимися от классификации: таксономические схемы, распределяющие индивидов по родам и видам, сменяются тактическим распределением. Дисциплина представляет собой именно тактику — «особый способ распределять единицы не по классификационной схеме, но распределять их в пространстве, создавая временные накопления, которые обладали бы на уровне производства действительно максимальной эффективностью».
В рамках психиатрической власти от безумного требуется признание некоторой принятой в обществе реальности, и он освобождается из лечебницы, если согласится с определённым видом реальности, с «правильной» (нужной) точкой зрения. В качестве примера Фуко приводит практику Ф. Лёре, который, в частности, лечил пациента, утверждавшего, что он Наполеон, и рассказывавшего вымышленную автобиографию. Лёре было недостаточно того, что у данного пациента не было признаков буйства и он не представлял опасности для общества; ему требовалось, чтобы пациент признал свою неправоту, и ради этой цели Лёре считал допустимым применять прямое физическое насилие, жестокое в той мере, в какой требовалось, чтобы больной признал правду врача. Называя такую ситуацию «диспозитивом изречения истины», Фуко тем не менее утверждает, что истина в подобного рода «лечении» играет малозначимую роль, поскольку, во-первых, важна не фактологическая верность этой «истины», а признание само по себе; во-вторых, необходимо признание не об абстрактных истинах, а о фактах биографии пациента; в-третьих, эти факты должны быть определённым образом структурированы (место рождения пациента, место его работы, его гражданский статус и т. д.). Таким образом, имеет место навязывание реальности, а не утверждение истины как таковое.
Именно благодаря этому навязыванию реальности сформировался, по Фуко, «диспозитив лечения», или «диспозитив лечебницы» (суть данного понятия В. А. Подорога характеризует так: «Диспозитив, если сказать несколько иначе, — это власть-в-действии, или всякая власть в момент действия диспозитивна»). Таким образом, диспозитив — это диспозиция, обеспечивающая продуцирование власти, направленной также и на непрерывное воспроизводство самой диспозиции; «диспозитив лечения» представляет собой лечение, непрерывно создающее условия для собственной реализации. Чтобы осуществить эту реализацию, происходит поиск больных, осуществляется оправдание врачебного вмешательства и создаётся история собственного успеха благодаря объявлению на каком-то этапе пациентов здоровыми. Лечение осуществляется не на уровне тел, процедур и лекарств, а на уровне технологий власти, легитимизирующей себя с помощью игры тел, процедур и лекарств. Пациент принуждается к определённой реальности, и это именуют «излечением».
Процессы формирования диспозитива власти в психиатрическом пространстве, согласно Фуко, имеют непосредственную связь с общими процессами во всей западноевропейской культуре в начале века. Целью психиатрического «руководства» является придание реальности силы и статуса принудительной власти. Реальность благодаря этому становится неизбежной и обязательной и получает своего рода силовое дополнение; внутрибольничная власть выступает в качестве власти самой реальности, репродуцируя эту реальность. Реальностью здесь считаются 1) воля другого индивида, являющегося носителем власти, 2) предписываемые индивиду прошлое и его идентичность (то есть обязательный для пациента анамнез), 3) реальность безумия (пациента заставляют поверить в то, что он болен), 4) совокупность техник порождения потребностей, побуждения пациентов к труду и включения их в систему экономического обмена. В результате этого «излеченный» безумец признаётся носителем реальности, включающей Закон Другого, самоидентичность, недопустимость желания, включение потребностей в экономическую систему. Всё, что было сказано Фуко о психиатрической лечебнице, можно, как он утверждает, с небольшими поправками распространить и на другие социальные институты: казарму, школу, тюрьму и т. п. Фуко отмечает расширение психиатрической власти, происходящее благодаря смычке со школой.
Как подчёркивает Фуко, властные отношения между психиатром и пациентом нестабильны, включают в себя поединки и столкновения и обычно отмечены очагами сопротивления. Именно такими очагами являются, например, те «контрманёвры», благодаря которым истерички подрывали власть Шарко, не поддаваясь производимой им категоризации и в результате расшатывая диспозитив медицинского знания-власти, что приводило, по выражению Фуко (см. собрание его текстов Dits et Écrits («Сказанное и написанное»), том 2), к «кризису, с которого и началась антипсихиатрия».
Другими точками проблематизации, помимо понятия власти, являются в «Психиатрической власти» понятие знания и истины и понятие подчинения. Фуко отмечает, что «лечебница как дисциплинарная система» представляет собой также «место формирования особого рода дискурса истины», и анализирует те или иные способы сочленения в психиатрической лечебнице диспозитивов власти и процессов истины. В «протопсихиатрии» их игра сводилась в основном к режиму «выпытывания» при бредовой убеждённости пациента, когда врач являлся двойственным наставником реальности и истины; впоследствии же вопрос об истине уже не затрагивался в общении врача и пациента, но поднимался лишь внутри самой психиатрической власти, провозглашённой медицинской наукой. При этом истина присутствует уже не столько как внутреннее свойство высказываний, сколько в плане своей функциональности, в аспекте легитимации, которую эта истина предоставляет дискурсам и практикам психиатрической власти, а также в аспекте допускаемой ею формы исключения.
Рассматривая понятие подчинения, Фуко указывает, что психиатр, работая с пациентом извне и в то же время прибегая к тем процедурам, которые позволяют обнаружить внутреннюю сторону его субъективности (опросу, анамнезу и др.), воздействует на пациента с целью принудить его усвоить предписываемые ему инструкции и нормы. В одной из лекций курса «Психиатрическая власть» Фуко рассматривает различные формы подчинения, представляющие субъекта в качестве сложной и переменной «функции» режимов истины и дискурсивных практик.